# Бажан Микола Платонович
Мико́ла Плато́нович Бажа́н (як поет-футурист публікувався також під псевдонімами Нік Бажа́н, Панфутури́ст, Н. Б.; 26 вересня [9 жовтня] 1904, Кам'янець-Подільський, Подільська губернія, Російська імперія — 23 листопада 1983, Київ, Українська РСР, СРСР) — український радянський поет, перекладач, культуролог, енциклопедист, філософ, громадський діяч. Академік Академії наук УРСР (з 1951), Заслужений діяч науки України (з 1966), заслужений діяч мистецтв Грузії (з 1964), народний поет Узбекистану. Герой Соціалістичної Праці (1974).
Депутат Верховної Ради СРСР 2—5-го скликань (1946—1962) і Верховної Ради УРСР 2-го та 6—10-го скликань (1947—1951, 1963—1983). Член ЦК КПУ в 1952—1983 роках. З 5 березня 1943 по 1946 рік працював заступником голови Ради народних комісарів УРСР, з 1946 року по 12 вересня 1949 року — заступником голови Ради міністрів УРСР.

## Життєпис

Микола Бажан в молоді літа

### Дитинство і юність
Народився 1904 року в Кам'янці-Подільському (нині Хмельницька область, Україна), але юнацькі роки провів в Умані. Батько поета Платон Бажан був військовим топографом (підполковником царської армії й Армії УНР).

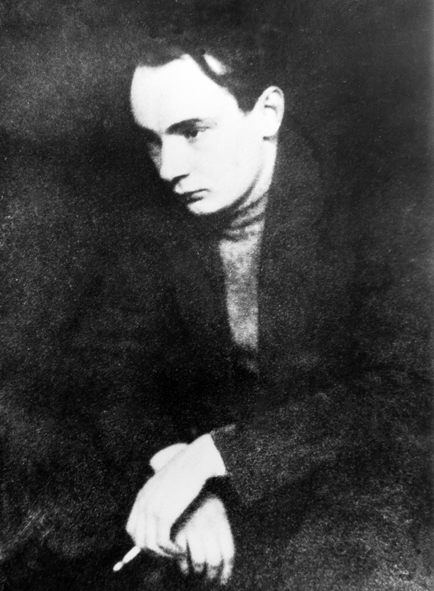
Микола Бажан. 1920-ті роки

Восени 1921 року, після закінчення Уманського кооперативного технікуму, переїхав з Умані навчатися в Київському кооперативному інституті імені М. Туган-Барановського. Оселився в Києві у будиночку на вулиці Леніна, 94 (на перетині з вулицею Гершуні — тепер вулиця Олеся Гончара). Згодом навчався в інституті зовнішніх відносин.

### Початок літературної роботи
З 1923 року — на журналістській роботі. Саме в той час він почав активно друкуватися, відносячи свої вірші й статті до редакції газети «Більшовик». У Києві він зближується з українськими футуристами Михайлем Семенком та Ґео Шкурупієм. Перший вірш опубліковано в «Жовтневому збірнику панфутуристів» (Київ, 1923).

Дарчий напис Миколи Бажана Олександру Мар'ямову на своїй збірку «Будівлі»: «Юному Сашкові, звитяжному мандрівникові, вікінґові з бльокнотом і черкаському Васко да Ґама». 1929 рік.

1926 року в Харкові, де у цей час мешкав Бажан, вийшла його перша книга — «Сімнадцятий патруль», присвячена збройним конфліктам на території України 1917—1920 років.
Протягом другої половини 1920-х років Бажан поступово формував свій власний експресіоністично-бароково-романтичний стиль, охоплюючи широке коло тем української історії та сьогодення. Його твори «Будівлі» (1924), «Гетто в Умані» (1928), «Розмова сердець», «Дорога» [Архівовано 12 листопада 2017 у Wayback Machine.] (1930) стали сенсацією в українській літературі того часу. Велика історична поема «Сліпці» вважається творчою вершиною Миколи Бажана.

### 1930-ті— 1940-ві роки
У 1929—1932 роках Бажан мешкав у Києві, куди перевели Всеукраїнське фотокіноуправління (ВУФКУ), де поет тоді працював редактором (у зв'язку з побудовою в Києві кінофабрики «Українфільм»). Відтак наступні два роки провів у Харкові, де його родина якраз замешкала в письменницькому кооперативі «Слово», у 4-кімнатній квартирі. В. Куліш так згадував харківське житло Бажана: «Ніколи не забуду, яке враження на мене зробила та пишна обстановка його чотирикімнатного мешкання. Всі кімнати були обставлені меблями з найдорожчого червоного дерева, дорогі килими, образи, та, головне, дуже велика бібліотека відрізняли від інших, хоч не убогих, але скромніших мешкань письменників».
Талановитий поет привернув увагу комуністичного режиму. Його творчість починають засуджувати в деяких літературних часописах, періодичній пресі. Наприклад, в одному з номерів журналу «Червоний шлях» за 1934 рік говорилося:
|  | Тільки зрозумівши катастрофу, яка чекає тих, хто відірвався від широкого шляху пролетарської революції, може Бажан досягти переломного пункту в своїй творчості. |

1935 року в ОДПУ на Бажана була заведена «кримінальна справа № 1377 як на члена підпільної Української військової організації» (серед «членів організації» також фігурували Юрій Яновський і Максим Рильський). У серпні того ж року в справі з'явився запис про те, що «встановлено належність М. П. Бажана до терористичної організації», тобто, з'явилася формальна підстава для арешту Бажана.
1936 року в документах НКВС Бажан фігурував як людина, пов'язана з «антирадянською групою» російських літераторів і «націоналістичними поетами» Грузії.
Зі справи-формуляра № 2055, заведеної в ОДПУ на Бажана в 1929 році (справу закрито в 1952, розсекречено в 2010 році), відомо, що у березні 1936 року письменник був завербований (проходив під псевдо «Петро Уманський») і почав писати доноси. За оцінками дослідників з ЦДВР, Бажан співпрацював з органами неохоче, був невдоволений своєю роллю донощика, намагався зривати заплановані кураторами зустрічі та усіляко вигороджував тих, на кого писав доноси (наприклад, Олександра Довженка та Агатангела Кримського).
У середині 1930-х років відбувається такий бажаний для більшовиків перелом у творчості Миколи Бажана. Спочатку він багато займається перекладами, а трохи пізніше головною темою його творчості стає прославляння сталінських новобудов і боротьба з «буржуазним націоналізмом». Його твори 1930-х сповнені лестощів, вихваляння режиму та його вождів: «Людина стоїть в зореноснім Кремлі» (1931), поема-трилогія про Кірова «Безсмертя» (1935—1937), поема «Клич вождя» (1939).
Проте радянські репресивні органи ще тривалий час не випускали його з поля зору. 1938 року Бажан щоночі чекав арешту і навіть деякий час не ночував удома.
У січні 1939 року указом Президії Верховної Ради СРСР велика група радянських письменників була відзначена урядовими нагородами. Микола Бажан був тоді нагороджений орденом Леніна. Про причини такого несподіваного, шокового «помилування» й нагородження згадує в мемуарах поет Сава Голованівський, якому, у свою чергу, подробиці розповів тодішній голова Спілки радянських письменників України Олександр Корнійчук:
|  | Виявилося, що в списку представлених до нагороди Бажана не було — похмура критична хмара тяжіла над його іменем. Але перед затвердженням списку Сталін згадав, що на Україні хтось добре переклав поему Руставелі «Витязь у тигровій шкурі» і таку важливу роботу потрібно як слід відзначити. Коли йому назвали перекладача, він власною рукою дописав прізвище Бажана — вгорі, тобто для відзначення найвищою нагородою. |

Після цього питання про арешт Бажана зникло з порядку денного.
Нагорода кардинально змінила громадський статус Бажана. У березні 1939 року він, тоді ще безпартійний, виступив із привітанням від українського народу в Москві на XVIII з'їзді ВКП(б). Тоді ж його обрали депутатом Київської обласної ради.
Ще 1938 року Бажан зустрів у Києві Ніну Лауер, з якою вже був знайомий у Харкові. Невдовзі вони почали зустрічатися. Наступного року поет розлучився з Гаїною Коваленко й одружився з Ніною Лауер. Миколі Бажану як орденоносцю виділили велику 5-кімнатну квартиру № 66 у щойно збудованому новому корпусі «Роліту». У три великі кімнати вселилися Коваленко з Майєю та батьки Бажана. Дві інші кімнати згодилися зайняти близький друг Бажана, Юрій Яновський із дружиною Тамарою Жевченко, звільнивши своє двокімнатне помешкання № 76, куди в'їхали Микола Бажан із Ніною Лауер.
1940 року вступив до лав ВКП(б). Свою літературну діяльність до кінця життя поєднував із активною державною та громадською роботою. З 1940 року був членом Президії Спілки радянських письменників України.
Наприкінці 1940 року Бажан і Лауер залишили «Роліт» і переїхали в зручнішу квартиру в колишньому будинку барона В. Ікскуль-Гільденбанда на вул. Карла Лібкнехта (тепер Шовковична), 19.
У період другої світової війни — у діючій армії, був головним редактором газети «За Радянську Україну». Широкої популярності набув його вірш «Клятва» (1941). 1942 року пише поему «Данило Галицький». 1943 року публікує книгу «Сталінградський зошит» [Архівовано 12 листопада 2017 у Wayback Machine.] (Сталінська премія, 1946), 1948 року — цикл «Англійські враження» (Сталінська премія, 1949). У книзі «Біля Спаської вежі» (1952) Бажан у підлеглому тоні говорив про російський народ.
6 лютого 1946 року Микола Бажан як представник делегації УРСР на засіданні сесії Генеральної асамблеї ООН у Лондоні вимагав від Заходу видати СРСР Степана Бандеру як «воєнного злочинця»

### 1950—1980-ті роки
У 1950—1970-х роках продовжував активну літературну діяльність. Випустив збірки «Італійські зустрічі» (1961), «Чотири розповіді про надію» (1967), «Уманські спогади» (1972), поеми «Політ крізь бурю» (1964), «Нічні роздуми старого майстра» (1976), літературно-критичні твори «Дружба народів — дружба літератур» (1954), «Люди, книги, дати» (1962).
У червні 1953—1959 роках — голова правління Спілки письменників України. Під час хрущовської відлиги 2 липня 1956 року порушив перед ЦК КПУ питання про реабілітацію репресованих письменників Василя Бобинського, Григорія Епіка, Івана Кириленка, Олекси Слісаренка, Давида Гофштейна, Івана Кулика, Миколи Куліша, Олекси Влизька, Дмитра Загула, Сергія Пилипенка, Василя Чечвянського, Бориса Антоненка-Давидовича.
У 1958—1983 роках — головний редактор Головної редакції «Української радянської енциклопедії». За ініціативою і під керівництвом М. П. Бажана видана «Українська радянська енциклопедія» в 17 (1959—1965) і 12 (1977—1985) томах, «Історія українського мистецтва» (томи 1—6, 1966—1968), «Шевченківський словник» (1978) (у 1989—2013 роках видавництво «Українська енциклопедія», створене на базі ГР УРЕ, носило ім'я Миколи Бажана).

Надгробок Миколи Бажана

Автор численних перекладів, у тому числі поем Шота Руставелі «Витязь у тигровій шкурі» (1937), Алішера Навої «Фархад і Ширін» (1947), Давида Гурамішвілі «Давитіані» (1949), віршів Олександра Пушкіна, Володимира Маяковського, Симона Чіковані, Юліуша Словацького, Ципріана Норвіда, Ярослава Івашкевича, Райнера Рільке («Сонети до Орфея» тощо) та інших, оперних лібрето.
Один із авторів гімну УРСР та перекладу українською мовою гімну СРСР.
1970 року на запит Нобелівського комітету Гарвардський університет висунув кандидатуру Бажана на здобуття Нобелівської премії. У листі до Омеляна Пріцака Бажан висловив сумнів у доцільності цієї номінації. В офіційних документах Шведської академії Бажана названо серед офіційних номінантів 1971 року.
Помер 23 листопада 1983 року. Похований на Байковому кладовищі в Києві (центральна алея, ділянка № 2). Автори надгробного пам'ятника — скульптор Іван Макогон, архітектор Олег Стукалов.

## Премії і нагороди
- Республіканська премія Грузинської РСР (1937)
- Сталінська премія в галузі літератури та мистецтва (1946, другого ступеня — за поему «Данило Галицький» [1942], вірш «Клятва» [1941], цикл віршів «Сталінградський зошит» [Архівовано 12 листопада 2017 у Wayback Machine.] [1943]; 1949, другого ступеня — за збірку віршів «Англійські враження» [1948])
- Республіканська премія Української РСР імені Тараса Шевченка (1965, за поему «Політ крізь бурю»)
- Державна премія УРСР у галузі науки і техніки (1971, за шеститомну працю «Історія українського мистецтва»)
- Ленінська премія (1982, за книгу віршів «Знаки» [1979])

Нагороджений п'ятьма Орденами Леніна (31 січня 1939, 9 жовтня 1954, 24 листопада 1960, 8 жовтня 1964, 27 вересня 1974), Орденом Червоного Прапора (1.04.1943), двома Орденами Трудового Червоного Прапора (23 січня 1948, 28 жовтня 1967), медалями, Почесною грамотою Президії Верховної Ради Української РСР (4.08.1964).
Указом Президії Верховної Ради СРСР від 27 вересня 1974 року за великі заслуги в розвитку радянської літератури, активну громадську діяльність та у зв'язку з 40-річчям із дня утворення Спілки письменників СРСР Миколі Бажану присвоєно звання Героя Соціалістичної Праці з врученням ордена Леніна і золотої медалі «Серп і Молот».

## Ушанування пам'яті

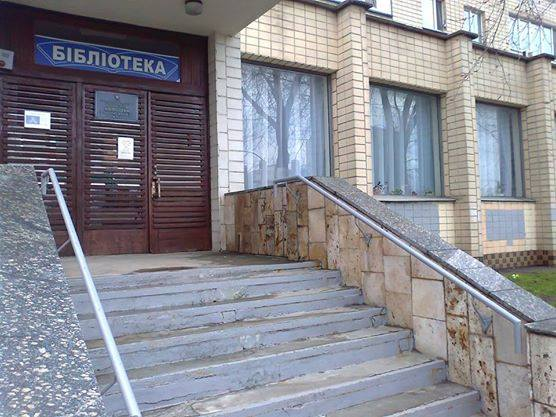
Бібліотека з питань мистецтв імені Миколи Бажана в Києві

- Іменем Миколи Бажана названо проспект у Києві, вулиці в багатьох містах України.
- У будинку, де жив Микола Бажан (Терещенківська вулиця, 5), відкрито літературно-меморіальний музей-квартиру письменника.
- 1984 року на фасаді будинку встановлено меморіальну дошку (бронза, барельєфний портрет; скульптор Іван Макогон, архітектор Олег Стукалов)[18].
- У Солом'янському районі Києва ім'я Миколи Бажана носить бібліотека.
- 1989 року ім'я Миколи Бажана надано видавництву «Українська радянська енциклопедія» (з 1991 — «Українська енциклопедія» імені М. П. Бажана, 2013 року реорганізоване в Державну наукову установу «Енциклопедичне видавництво»).
- Меморіальну дошку (скульптор Ярослав Скакун) встановлено 25 жовтня 1988 року в місті Кам'янці-Подільському на будинку (вулиця Лесі Українки, 28), де народився і провів дитячі роки поет.
- У місті Умань, на будинку по вулиці Анатолія Слонського, 8, де Микола Бажан провів молоді роки, є памʼятна дошка з портретом поета (автор - Народний художник України, скульптор Іван Макогон). Ім'я Миколи Бажана носить середня школа № 11 міста Умані, у якій функціонує кімната-музей його памʼяті.
- У спеціалізованій загальноосвітній школі № 5 міста Кам'янця-Подільського відкрито музей поета. У Кам'янець-Подільському національному університеті встановлено стипендію імені М. П. Бажана.
- 26 липня 2004 року монетний двір України випустив в обіг накладом 30 000 штук ювілейну монету номіналом 2 гривні із нейзильберу із зображенням М. П. Бажана (автори ескізів — Б. Груденко, М. Кочубей, автори моделей — В. Атаманчук, Р. Чайковський)[19].
- У Хмельницькому іменем Миколи Бажана названо вулицю.
- У журналі «Перець» № 22 за 1979 рік розміщено дружній шарж А.Арутюнянца, присвячений митцю.[20]

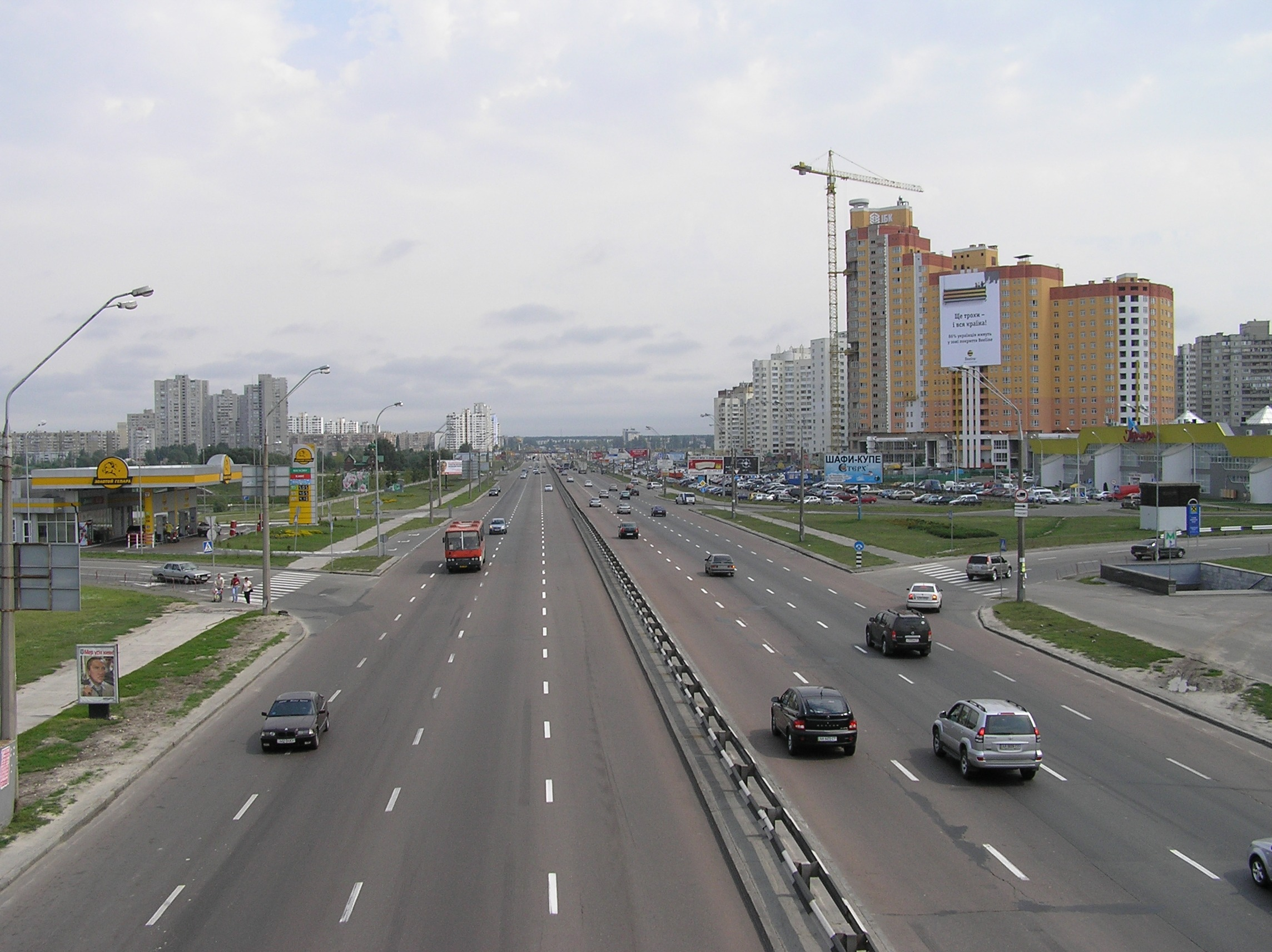
Проспект Миколи Бажана в Києві
Меморіальна дошка на вул. Терещенківська, 5 в Києві. Автори - скульптор І. Макогон, архітектор І. Стукалов
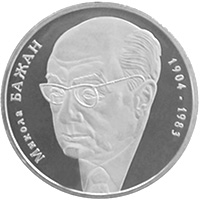
Ювілейна монета
Київський літературно-меморіальний музей-квартира Миколи Бажана

## Доробок

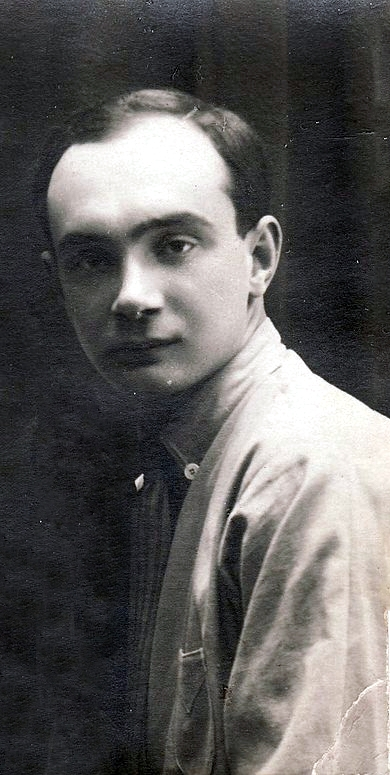
Микола Бажан

### Збірки поезій та поеми
- Сімнадцятий патруль (1926)
- Різьблена тінь (1927)
- Гетто в Умані (поема, 1928)
- Будівлі (1929)  [Архівовано 26 вересня 2020 у Wayback Machine.]
  - Розмова сердець (поема)
- Гофманова ніч [Архівовано 28 жовтня 2021 у Wayback Machine.] (поема, 1929)
- Сліпці (поема, 1931; 1961)
- Смерть Гамлета (поема)
- Числа (поема)
- Безсмертя. Три повісті про товариша Кірова (1935—1937)
- Батьки й сини (поема, 1938)
- Клич вождя (поема, 1939)
- Ямби (1940)  [Архівовано 22 лютого 2019 у Wayback Machine.]
- Данило Галицький (поема, 1942)
- Сталінградський зошит [Архівовано 12 листопада 2017 у Wayback Machine.] (1943)
- Сини України в боях за вітчизну [Архівовано 12 листопада 2017 у Wayback Machine.] (1943)
- В дні війни [Архівовано 1 грудня 2017 у Wayback Machine.] (1945)
- Англійські враження (1949)
- Біля Спаської вежі (1952)
- Міцкевич в Одесі (1957)
- Італійські зустрічі (1961)
- Політ крізь бурю (поема, 1964)
- Чотири розповіді про надію (1967)
- Боги Еллади (поема, 1968)
- Дебора (поема, 1968)
- Уманські спогади (1972)
- Нічні роздуми старого майстра (поема, 1976)
- Карби (1978)

### Вибрані твори
- Поезії (1930)  [Архівовано 12 листопада 2017 у Wayback Machine.]
- Вибрані поезії [Архівовано 12 листопада 2017 у Wayback Machine.] (1940)
- Бажан М. Поезії / Микола Бажан. — Б. м. : Укрвидав ЦК КП (б)У, 1943. — 175 с. [Архівовано 22 лютого 2019 у Wayback Machine.]
- Бажан М. Вірші і поеми / Микола Бажан. — Київ: Рад. письменник, 1949. — 216 с. [Архівовано 26 вересня 2020 у Wayback Machine.]

### Критика та публіцистика
- Дружба народів — дружба літератур (1954)
- Люди, книги, дати (1962)

### Спогади
- Майстер залізної троянди (1979)

### Окремі вірші
- Товариш стоїть в зореноснім Кремлі (1932)
- Клятва (1941)

### Колективні видання
- Зустріч на перехресній станції: розмова трьох: збірник / Михайль Семенко, Гео Шкурупій, Микола Бажан. — Київ: Бумеранг, 1927. — 49 с. [Архівовано 27 листопада 2020 у Wayback Machine.]

### Переклади

#### Переклади, зроблені Бажаном
- Р. М. Рільке. Поезії  [Архівовано 2 червня 2021 у Wayback Machine.]. — Київ: Дніпро, 1974. — 279 с.

переклади оперних лібрето
- М. Мусоргський — «Хованщина»
- О. Бородін — «Князь Ігор»
- С. Прокоф'єв — «Війна і мир»
- Д. Шостакович — «Катерина Ізмайлова»

#### Переклади іншими мовами
- Бажан М. Сборник стихов: пер. с укр. / Микола Бажан ; под общ. ред. Эд. Багрицкого. — М. ; Л. : Гос. изд-во, 1930. — 80 с. : 1 портр. — (Творчество народов СССР). [Архівовано 22 лютого 2019 у Wayback Machine.]
- Quiet Spiders of The Hidden Soul. Mykola (Nik) Bazhan's Early Experimental Poetry. Academic Studies Press; Bilingual edition, 2020. 334 p.

## Музичні інтерпретації
- Вірші Бажана «Фокстрот» (1929), «Нічний рейс» (1929), «Елегія атракціоністів» (1927) та «Клятва» (1941) використані в експериментальному альбомі «Фокстроти» записаному Сергієм Жаданом та Юрієм Гуржи. На альбомі також звучить голос самого Бажана.
- Пісня «Голоси» присутня на альбомі «Укрліт» (2021) виконавця Man from Light[22] (Валентин Бойко).
- Пісня «Нічний момент» українського виконавця Ivan Humoreska на вірш Миколи Бажана

### Твори Бажана
- Бажан Микола Електронна бібліотека «Культура України» [Архівовано 1 грудня 2017 у Wayback Machine.]
- Бажан М. Стихи: пер. с укр. / М. Бажан. — М. : Сов. лит., 1933. — 90, 2 с. [Архівовано 26 вересня 2020 у Wayback Machine.]
- Бажан М. Стихи / Микола Бажан ; пер. с укр. И. Поступальского и др. ; ред. и предисл. Б. Турганова. — М. : Худож. лит., 1935. — 108, 3 с. [Архівовано 26 вересня 2020 у Wayback Machine.]
- Бажан М. П. Стихи и поэмы / Микола Бажан. — М. : Гос. изд-во худож. лит., 1949. — 207, 1 с. [Архівовано 26 вересня 2020 у Wayback Machine.]
- Бажан М. Нашому юнацтву / Микола Бажан. — Київ: Молодь, 1950. — 163 с. [Архівовано 26 вересня 2020 у Wayback Machine.]
- Бажан М. Твори: в 2-х т. Т. 1 / Микола Бажан. — Київ: Держ. вид-во худож. літ., 1946. — 320 с. [Архівовано 26 вересня 2020 у Wayback Machine.]
- Бажан М. Твори: в 2-х т. Т. 2 / Микола Бажан. — Київ: Держ. вид-во худож. літ., 1947. — 259 с. [Архівовано 26 вересня 2020 у Wayback Machine.]
- Бажан М. Стихи: пер. с укр. / М. Бажан. — М. : Сов. лит., 1933. — 90, 2 с. [Архівовано 26 вересня 2020 у Wayback Machine.]
- Бажан М. Стихи / Микола Бажан ; пер. с укр. И. Поступальского и др.; ред. и предисл. Б. Турганова. — М. : Худож. лит., 1935. — 108, 3 с. [Архівовано 26 вересня 2020 у Wayback Machine.]
- Бажан М. П. Стихи и поэмы / Микола Бажан. — М. : Гос. изд-во худож. лит., 1949. — 207, 1 с. [Архівовано 26 вересня 2020 у Wayback Machine.]
- Бажан М. Нашому юнацтву / Микола Бажан. — Київ: Молодь, 1950. — 163 с. [Архівовано 26 вересня 2020 у Wayback Machine.]
- Твори Миколи Бажана [Архівовано 28 жовтня 2021 у Wayback Machine.] в е-бібліотеці ukrclassic.com.ua
- Рісорджіменто й література (1961)